# Dilma Da Silva
Dilma Menezes Da Silva là một nhà nghiên cứu phần mềm hệ thống người Mỹ gốc Brazil được biết đến với công việc về điện toán đám mây. Cô giữ vị trí Giáo sư Thiết kế Công ty Ford Motor II tại Đại học Texas A &amp; M, và là trưởng Khoa Khoa học và Kỹ thuật Máy tính tại Texas A & M.

## Tiểu sử
Da Silva nhận được bằng cử nhân và thạc sĩ từ Đại học São Paulo vào năm 1986 và 1990 tương ứng. Cô hoàn thành bằng tiến sĩ vào năm 1997 từ Học viện Công nghệ Georgia dưới sự giám sát của Karsten Schwan. Cô trở lại Đại học São Paulo với tư cách là một giảng viên cao cấp vào năm 1995, và sau khi hoàn thành tiến sĩ, cô trở thành trợ lý giáo sư ở đó. Năm 2000, cô chuyển sang Nghiên cứu IBM tại Trung tâm nghiên cứu Thomas J. Watson ở New York, nơi cô làm nhân viên nghiên cứu trong Nhóm hệ điều hành nâng cao của IBM. Tại IBM, những đóng góp của cô bao gồm công việc trên hệ thống tệp của hệ điều hành thử nghiệm K42. Năm 2012, cô chuyển đến Trung tâm nghiên cứu Thung lũng Silicon của Qualcomm. Tại Qualcomm, công việc của cô tập trung vào điện toán đám mây. Năm 2014, cô trở lại học viện với tư cách là Giáo sư Ford tại Texas A & M, và là người đứng đầu mới của Khoa Khoa học và Kỹ thuật Máy tính của học viện này.

## Giải thưởng
Da Silva trở thành Thành viên xuất sắc của Hiệp hội Máy và Máy tính vào năm 2011.